# سکوت (فیلم ۱۳۶۹)
سکوت فیلمی به کارگردانی سیدعلی سجادی‌حسینی و نویسندگی سیدعلی سجادی‌حسینی، جواد کهنمویی ساختهٔ سال ۱۳۶۹ است. این اثر در ششمین دوره جشنواره بین‌المللی فیلم کودک و نوجوان در اصفهان برگزیده شد.

## خلاصه داستان
دانش آموزان دبستان خرد در تدارک برگزاری مسابقهٔ نهایی فوتبال در آخرین روز از هفتهٔ ورزش هستند. یکی از بازی کنان به نام علیرضا شافعی، فرزند سرایدار دبستان، در مسابقهٔ نیمه نهایی به شدت صدمه می‌بیند و پزشک برای سلامت او استراحت در محیطی آرام را تجویز می‌کند. در روز مسابقه دو گروه رقیب رعایت سکوت در حیاط دبستان را به عنوان وظیفهٔ خود تعیین می‌کنند.

## بازیگران
- ناصر هاشمی
- رقیه چهره‌آزاد
- سیدجواد هاشمی
- غلامرضا فرامرزیان
- عزت‌الله جامعی
- احمدرضا اسعدی
- حمیدرضا مرادی